# Mur de pagament
Un mur de pagament, de vegades conegut per l'anglicisme paywall, és un sistema que permet als usuaris d'internet accedir a un contingut mitjançant una subscripció de pagament. L'empren sobretot diaris digitals i publicacions acadèmiques. Existeixen paywalls més restringits, en els quals l'usuari gairebé no pot veure cap contingut web sense pagar, i d'altres més oberts, en els quals el lector pot veure més continguts gratuïts o un nombre limitat sense pagar. Els diaris han implementat paywalls per augmentar els seus  ingressos a causa de les pèrdues que pateixen per la disminució de lectors en les edicions impreses i la reducció d'ingressos publicitaris.
Molts lectors s'han passat de l'edició en paper a la digital, i és difícil per a les empreses periodístiques trobar un model de negoci que només es sustenti amb la publicitat online atès que aquesta ha disminuït molt perquè a Internet existeixen moltes més capçaleres de notícies. Els murs de pagament s'han introduït també per diversificar els ingressos i no dependre tant dels anunciants.

## Història
Els paywalls existeixen gairebé abans que els diaris comencessin a tenir una edició digital. El primer a fer un mur de pagament per accedir a continguts va ser Microsoft, quan el 1996 va editar una revista digital anomenada Slate, en la qual es volia cobrar una quota de subscripció anual de 19.95 €.
The Wall Street Journal es va convertir en un dels primers diaris a imposar un paywall el 1997, en el qual cobrava 50 dòlars l'any per l'accés al seu portal digital. Dos anys després ja superava els 200.000 subscriptors en línia, i ha mantingut el seu mur de pagament fins avui dia. És un dels més grans diaris dels Estats Units, amb una circulació d'aproximadament de 2.834.000 de còpies (de les quals prop de 1.829.000 són suscripcions digitals).
Diversos diaris van experimentar amb  paywalls des de llavors, però va ser a partir del 2010 quan més capçaleres van implementar paywalls, veient que els usuaris estaven més disposats a pagar per serveis a Internet. El 2010, The Times va imposar un mur de pagament restringit, però a diferència del The Wall Street Journal', The Times és un site de notícies general, i els usuaris podien buscar la informació de franc a altres llocs, finalment el van desactivar perquè perdia lectors. D'altres diaris com The Guardian, aposten per no utilitzar murs de pagament i per un accés als continguts completament obert.
Publicacions com Financial Times i The Economist han començat a tenir beneficis a partir de les subscripcions però alguns experts apunten que no és una estratègia adequada per a totes les capçaleres. The New York Times té 2.900.000 subscriptors digitals.
Molts editors han implementat el model de The New York Times, que estableix una sèrie d'articles gratuïts, que quan es sobrepassen els usuaris han de pagar. Així poden mantenir les visites per cerques de Google.

## Tipus de Paywall[11]
- Restringit: Tot el contingut està sotmès a una subscripció de pagament.
- Freemium: Alguns continguts (notícies) són gratuïts i d'altres de més qualitat (entrevistes, investigacions) tenen un mur de pagament.
- Taxòmetre: Els primers articles que llegeix un usuari són gratuïts però a partir d'un nombre determinat es comença a pagar.
- Límit de temps: Pots comprar un dia, una setmana, un mes o un accés a un arxiu durant uns dies.
- Per peça: Comprar un article concret.
- Conjunta: En lloc de comprar només la subscripció digital, l'usuari es subscriu també a la versió en paper. Aquest tipus permet reforçar les dues capçaleres.